# Brion de la Tours karta över New York och New England från 1777

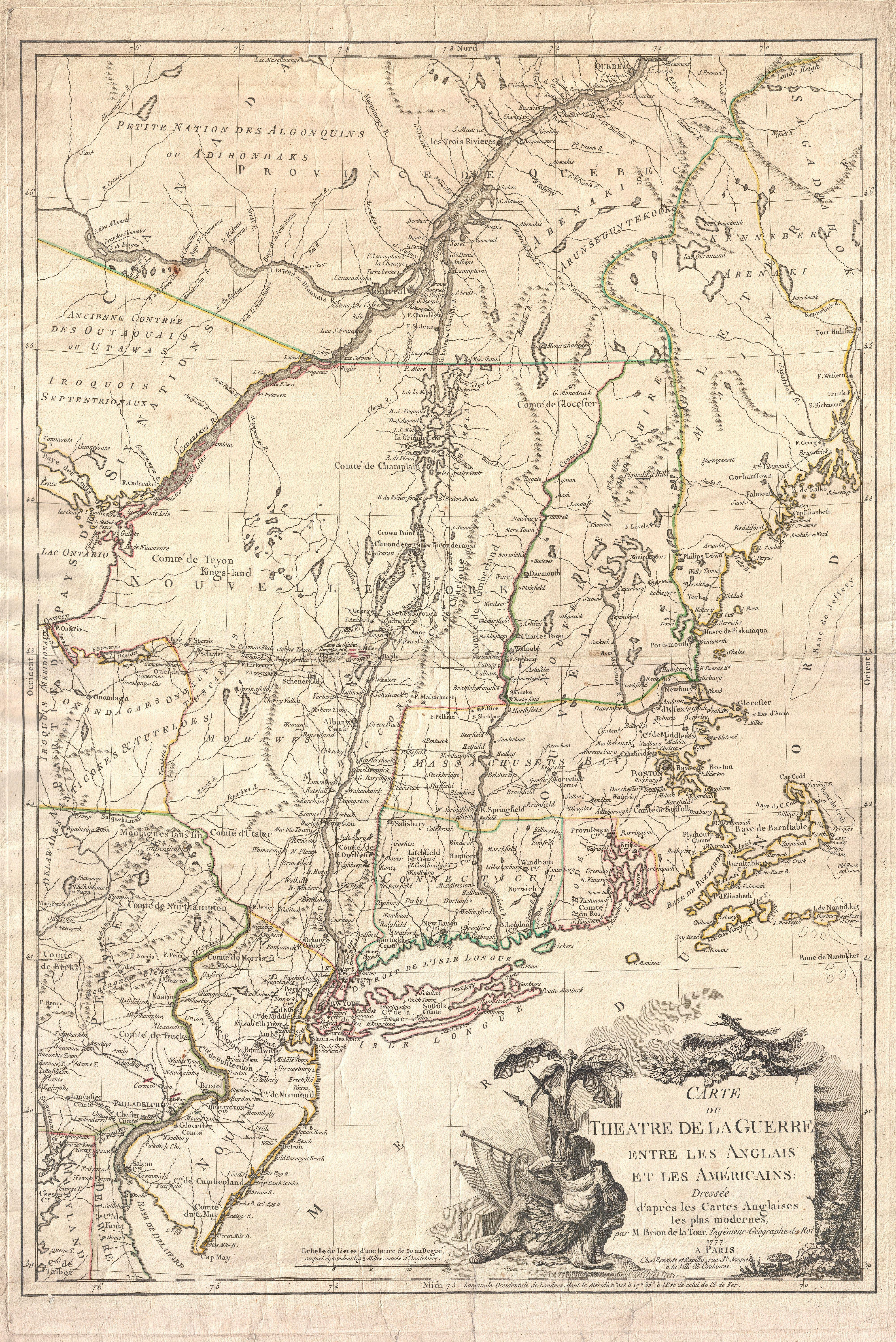
Brion de La Tours karta från 1777 över New York och New England

Brion de la Tours karta över New York och New England, som täcker hela området från Delaware till Québec, gavs i första upplagan ut 1777. Den var avsedd att illustrera de viktiga händelserna i höjd med det amerikanska frihetskriget. Kartan visar bland annat berg, floder, vägar, regionala gränser, städer och ursprungsbefolkningarnas respektive områden. Kartan är av stor betydelse, inte bara för dess kartografiska representation av regionen, men också för dess anteckningar om Slaget vid Saratoga, vilket betraktas som ett avgörande slag under det amerikanska inbördeskriget.